# Храм Архангела Михаила (Тобольск)
Храм Архангела Михаила — православный храм, расположенный в городе Тобольске.

## История
Храм заложен в 1745 году взамен деревянного храма, находившегося на этом месте. Состоит из двух церквей: Нижней (тёплой) в честь Иоанна Богослова, которая была освящена в 1749 г., и верхней (летней) — в 1749 году. Сам храм полностью построен в 1759 году. Архитектором храма был Козьма Черепанов (по другим сведениям, это был каменных дел мастер Корнелий Переволокович Михайлов). Возле церкви, в доме церковного старосты Худякова, проживал писатель, философ и поэт Александр Радищев. Здесь он прожил 7 месяцев, дожидаясь приезда Елизаветы Васильевны Рубановской. Рубановская привезла троих детей Радищева. Имел возможность заниматься науками, гончарным ремеслом. Здесь он написал «Рассуждение о человеке и смертности его и о бессмертии души», «Письмо о китайском торге», начал «Историю покорения Сибири» и историческую повесть «Ермак». В 1852 году при непосредственном участии декабристов Александра Муравьёва и Петра Свистунова было открыто женское училище, позже преобразованное в женскую гимназию (ныне Школа № 1). Училище находилось в приходе церкви. Учащиеся здесь изучали церковно-славянский и русский языки, космографию и геометрию. В 30-гг. XIX в. церковь посещали многие декабристы, а также художник Михаил Знаменский. После революции церковь была закрыта и в ней позднее расположился кинотеатр «Художественный». В 1930-х гг. разобран восьмерик колокольни. В 1987 году началась реставрация храма, которая была закончена в 1989 году. В результате этой реставрации храму был возвращён первоначальный облик. В 2012 году правительство Тюменской области выделило 60 млн рублей на проведение второго этапа реставрационных работ.

## Духовенство
- Настоятель храма - протоиерей Павел Плотников
- Почетный настоятель, игумен Владимир (Соколов)
- Протоиерей Олег Просенков
- Протоиерей Василий Жилянин
- Священник Евгений Лаптев
- Священник Роман Киселёв
- Диакон Федор Москалюк[4]